# Lázaro Rivas
Lázaro Rivas, född den 4 april 1975 i Havanna, Kuba, död 22 december 2013, var en kubansk brottare som tog OS-silver i flugviktsbrottning i den grekisk-romerska klassen 2000 i Sydney. Rivas blev också världsmästare i flugvikt (54 kg) 1999.